# Прапор Сіетлу
Муніципальний прапор Сіетла — блакитно-білий, із логотипом Сіетла (портрет вождя Сіетла, оточений двома лініями), зі словами «Місто доброї волі» вгорі та «Сіетл» унизу.
Прапор був розроблений архітектором Девідом Райтом і схвалений членом міської ради Сіетла Полом Краабелем.  Він був прийнятий 16 липня 1990 року для використання під час Ігор доброї волі. 
Прапор критикували за порушення загальноприйнятих правил гарного дизайну прапора, особливо його складний дизайн, який включає міську печатку.
Змінити дизайн прапора запропонували у 2019 році The Seattle Times і The Stranger, останній провів публічне опитування. 

## Символізм
Резолюція Ради 28207 стверджує, що колір прапора Сіетла «має бути білим і блакитно-зеленим (колір Пьюджет-Саунд у сутінках)». 

## Суперечки щодо використання вождя Сіетла як логотипу
6 серпня 2021 року плем’я Саук-Суяттл закликало мера та міську раду дотримуватися спадщини вождя Сіетла та допомогти відновити поставки лосося в регіоні, дозволивши рибі проходити через 3 дамби, якими керує Seattle City Light, або припинити використовувати його подобу. У відкритому листі вони зазначають:
«Селт, або вождь Сіетл, був людиною, відомою своєю чесністю. Він вважав, що між людиною та природою немає розриву. У племінній культурі дарування імені тягне за собою обов’язок жити відповідно до цього імені. Місто Сіетл, живіть згідно з цінностями свого тезки або перестаньте носити його зображення як Великої печатки міста Сіетл» 
Станом на 28 вересня 2021 року плем'я Саук-Суяттл не отримувало відповіді від мера чи будь-кого з членів міської ради. Представники племені кажуть, що відсутність відповіді є особливо образливою, враховуючи підтримку міста іншими племенами за межами штату, зокрема сіу Стендінг Рок. У 2016 році мер підписав декларацію про підтримку суперечки щодо трубопроводу доступу до Дакоти. Джек Фіандер, юридичний радник племені Саук-Суятл, продовжує:
«Коли це легко, коли це не у вашому задньому дворі Сіетла, ви підтримуватимете людей Стендінг-Рок, ви закликатимете зняти дамби річки Снейк; але у вас є три дамби на нашій території, які не мають проходу для риби, поки ці риба вимирає». 

## Альтернативна пропозиція
У травні 2022 року Управління мистецтв і культури Сіетла виділило грант неприбутковій організації під назвою Seattle City Flag, щоб розпочати пілотне розміщення сучасного міського прапора Сіетла в кав’ярнях по всьому місту.  Сучасний дизайн узгоджує прапор Сіетла з оригінальним символом, який використовувався під час Ігор доброї волі, дизайном якого натхненний офіційно прийнятий прапор. 

### Символізм
Зберігаючи кольори, бірюзовий колір сучасного дизайну представляє кольори Пьюджет-Саунд у сутінках, а білий — гори, що огортають місто. Кожна хвиля призначена для представлення інклюзивної та різноманітної історії та культурної події з минулого Сіетла. 
Взаємозв’язок кожної хвилі означає, що «майбутній добробут, якщо не виживання всіх громадян, залежить від нашого визнання спільних зв’язків і спільної відповідальності», також з оригінальної резолюції.  

### Історія
Символ на прапорі є оригінальним дизайном, який використовується для представлення Ігор доброї волі в Сіетлі.  Ігри почалися 20 липня 1990 року, і після закінчення Ігор організаційний комітет Ігор доброї волі в Сіетлі більше не продовжував використовувати дизайн. 7 жовтня 1996 року реєстрація торгової марки дизайну втратила чинність. 
Дизайн використовувався протягом усього конкурсу, щоб посилатися на подію з різними способами використання капелюхів, шпильок, прапорів, сорочок і навіть у центрі поля на стадіоні Університету Вашингтона Хаскі, де проводилися події. 